# Araik Karenowitsch Ambarzumow
Araik Karenowitsch Ambarzumow (russisch Араик Каренович Амбарцумов; * 22. August 1986 in Taschkent, Usbekische SSR) ist ein ehemaliger russischer Boxer aus Pjatigorsk.

## Karriere
Araik Ambarzumow boxte im Federgewicht und gewann 2006 die Silbermedaille bei den World University Championships in Kasachstan. 2008 wurde er russischer Meister und gewann ebenfalls die Silbermedaille bei den Europameisterschaften 2008 in England. Er scheiterte dabei im Finale an Wassyl Lomatschenko. Zu den Weltmeisterschaften 2009 wurde in seiner Gewichtsklasse jedoch Sergei Wodopjanow entsandt, der im WM-Finale ebenfalls an Lomatschenko scheiterte. Im Mai 2009 schlug Ambartsumow bei einem Turnier den späteren Profiweltmeister Carl Frampton. 2009 bis 2014 boxte er im Leichtgewicht noch bei den russischen Meisterschaften, erreichte aber keine Medaillenplatzierung.